# Ухтасар
Ухтасар — це старовинні наскельні малюнки первісної людини, що розташовані у марзі (області) Сюнік, Вірменія. Ухтасар розташований на висоті 3000-3300 м над рівнем моря.
Петрогліфи Ухтасару мають своє особливе місце в спадщині вірменської первісної культури.
На горбатій, як верблюд горі зображені думки і побут первісної людини. Петрогліфи мають багату тематику і різні сюжети. На цих кам'яних полотнах знайшли своє місце зображення з уявленнями первісної людини про полювання, культ, космос...
На наскельних малюнках Ухтасара у всьому своєму багатстві представлені флора і фауна Вірменії. Дивно те, як первісна людина зуміла з великою майстерністю і точністю зобразити пропорції тіл тварин і пластику їхнього руху. Разюча також техніка роботи. Зображення зроблені на гладкій поверхні скелі: 2-6 мм в глибину і 2-21 мм завширшки. Судячи за стилем та технікою виконання, петрогліфи відносяться до 5-2 тисячоліть до н.е.